# Włodzimierz (Pietrow)
Włodzimierz, imię świeckie: Iwan Pietrowicz Pietrow (ur. 16 maja?/28 maja 1828 w stanicy Fiedosiejewskiej, zm. 21 sierpnia?/2 września 1897) – rosyjski biskup prawosławny.

## Życiorys
Pochodził z rodziny kozackiej. Jego ojciec, Kozak doński, został następnie psalmistą cerkiewnym. Iwan Pietrow ukończył w 1849 seminarium duchowne w Woroneżu, zaś w 1853 – Kijowską Akademię Duchowną, w której uzyskał dyplom magistra teologii. W czasie studiów na ostatnim roku, 19 marca 1853, złożył wieczyste śluby mnisze, przyjmując imię Włodzimierz. 22 października tego samego roku został wyświęcony na hieromnicha i podjął pracę wykładowcy w seminarium w Orle. W 1857 otrzymał stanowisko inspektora seminarium duchownego w Irkucku, po roku został przeniesiony na analogiczne stanowisko w seminarium w Tomsku. W 1861 otrzymał godność archimandryty i został inspektorem Petersburskiej Akademii Duchownej oraz profesorem nadzwyczajnym w katedrze teologii dogmatycznej.
Pragnąc służyć na Syberii jako misjonarz, w 1865 archimandryta Włodzimierz został wyznaczony na kierownika misji duchownej na Ałtaju. Nauczył się języka ałtajskiego, odnosił w pracy misyjnej sukcesy, chrzcząc 6700 osób. Jego uczniami byli m.in. święty mnich Makary (Głuchariow) i święty biskup Makary (Niewski). W 1880 archimandryta Włodzimierz przyjął chirotonię biskupią z tytułem biskupa bijskiego, wikariusza eparchii tomskiej. Ceremonia odbyła się w Bijsku z udziałem biskupa tomskiego Piotra i biskupa kurskiego Efrema. Włodzimierz (Pietrow) kierował misją na Ałtaju do 1883, gdy został biskupem tomskim i siemipałatyńskim. W Tomsku zakończył prace nad budową nowego soboru katedralnego. W 1886 został przeniesiony na katedrę stawropolską i jekatierinodarską, zaś trzy lata później – do eparchii niżnonowogrodzkiej. W latach 1891–1892, w czasie klęski głodu w guberni niżnonowogrodzkiej, duchowny przekazywał dary pieniężne na cele pomocy głodującym i wzywał szlachtę i kupców do tworzenia bezpłatnych stołówek.  W 1892 przeniesiony na katedrę kazańską. Wspierał tworzenie przez Cerkiew szkół dla nierosyjskich grup etnicznych z zajęciami w ich językach, jak również upowszechnianie się tych języków w nabożeństwach prawosławnych dla konwertytów pochodzenia nierosyjskiego. Z powodu stanu zdrowia nie mógł jednak na szerszą skalę organizować podróży duszpasterskich. Przyczynił się do przekształcenia dwuletnich kursów misjonarskich w Kazaniu w odrębną szkołę misjonarzy (prace nad tym projektem ukończył jego następca na urzędzie Arseniusz (Briancew)). 
Zmarł na zakażenie krwi w 1897 i został pochowany w urządzonej przez siebie kaplicy w podziemiach soboru Zwiastowania w Kazaniu.